# Sarvangasana
Sarvāṅgāsana (en écriture devanāgarī : सर्वाङ्गासन ) est un terme de sanskrit qui désigne une posture de haṭhayoga, dont la traduction littérale est « posture du corps intégrale » (le terme sanskrit sarvāṅga isolé signifie « le corps entier »). Elle est connue en français comme la « posture de la chandelle ». Le sarvāṅgāsana est en effet l'un des nombreux viparītakaraṇāsana ou « postures inversées », qui comprennent entre autres la posture śirṣāsana qui s'appuie sur le sommet du crâne.

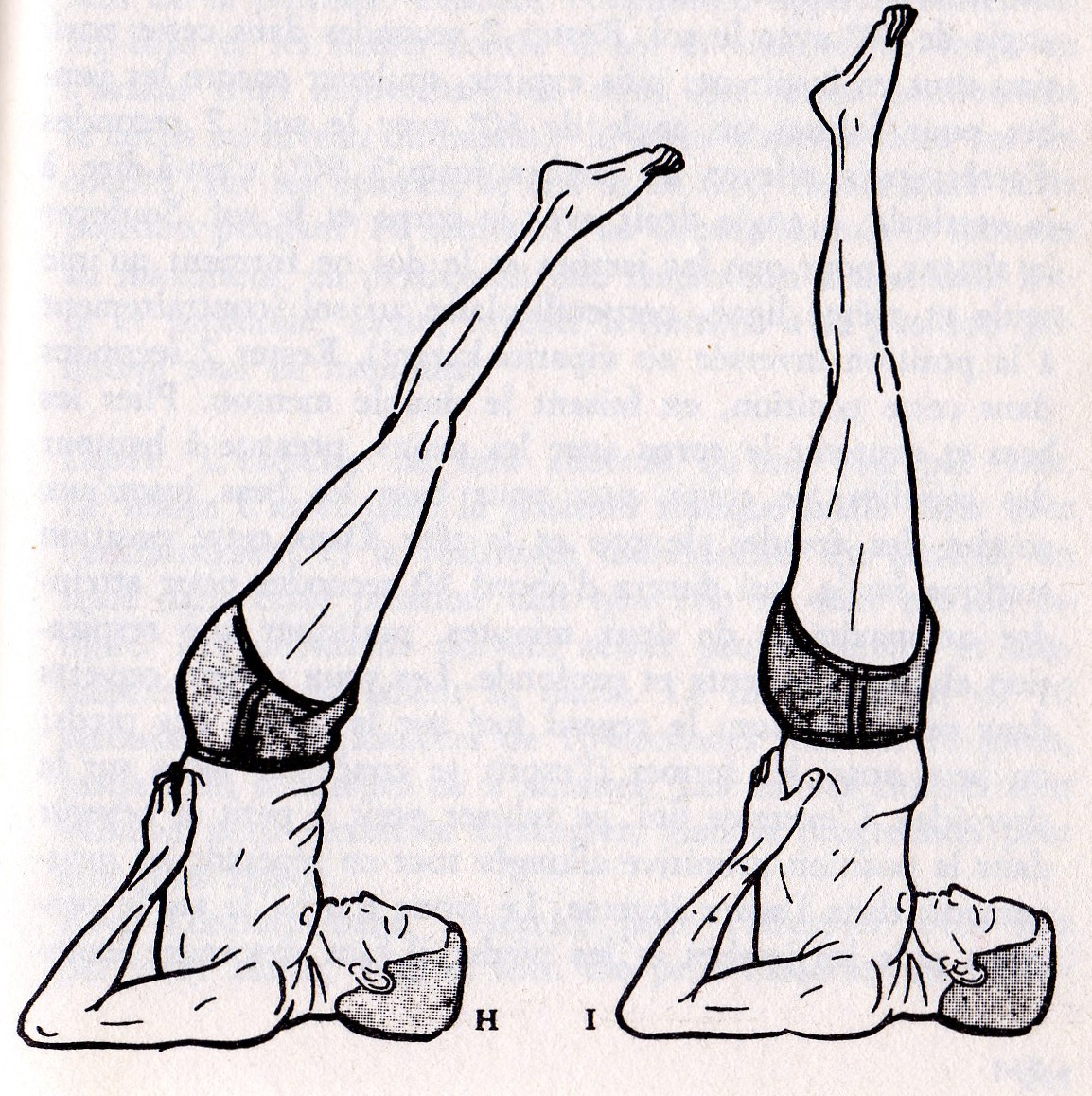
सर्वांगसन Sarvāṅgāsana
dite posture de la chandelle.

## Introduction
Avant d'aborder la description gymnique de cette posture, une approche linguistique et philosophique permet d'enrichir le sens de l'expression sarvāṅgāsana.

### Approche linguistique
Sarvāṅgāsana est un nom composé de deux termes, un terme déterminé que précède un terme déterminant. Le terme déterminé est lui-même un nom composé, qui comprend un nom simple āsana (une posture) précédé d'un autre nom simple en fonction de complément de nom aṅga (signifiant soit le corps soit une partie du corps, un membre). Le terme déterminé aṅgāsana se traduit littéralement par « posture du corps ». Le terme déterminant est l'adjectif sanskrit sarva que le français traduit par les mots « tout, total, entier ». Le mot sarvāṅgāsana correspond littéralement à l'expression « posture du corps entière ».
En français, cette posture se nomme « posture de la chandelle » parce qu'elle intègre l'ensemble des « postures inversées » (qui élèvent le corps sur la tête en forme de chandelle) que le sanskrit nomme viparītakaraṇāsana. Ce nouveau nom composé s'analyse lui aussi en deux termes, le déterminé karaṇāsana décomposable en āsana (une posture) et karaṇa un nom d'agent signifiant « celui qui agit, l'acteur, le pratiquant ». Le terme déterminé se traduit donc par « posture du pratiquant ». Le terme déterminant viparīta se construit sur la racine verbale I- (aller) augmentée des préfixes pari (autour) et vi marquant une déviation voire une inversion. Viparīta se traduit littéralement par « qui retourne, qui va dans le sens contraire » et l'expression complète viparītakaraṇāsana devient, en français, une « posture du pratiquant inversée ».
Cette catégorie de viparītakaraṇāsana comprend plusieurs postures inversées, dont le halāsana, le pinchamayurāsana ou le śirṣāsana en épigraphe. Une posture se dit « un » āsana car ce nom est du genre neutre en sanskrit. Le traité Haṭhayogapradīpikā datant du XVe siècle évoque aussi une viparītakaraṇimudrā. Une mudrā est un nom sanskrit de genre féminin qui désigne l'une des nombreuses positions des doigts auxquelles l'hindouisme attribue une force magique ou mystique, d'où l'accord féminin du mot viparītakaraṇa qui devient viparītakaraṇi devant le mot mudrā.

### Approche philosophique
Le sarvāṅgāsana, comme toutes les autres postures inversées de la catégorie viparītakaraṇāsana, est cité dans les plus vieux textes de l'hindouisme, tel le Yogatattva Upaniṣad dont est extraite la citation suivante :

« […] Quant à l'attitude inversée 
elle plaît aux adeptes avancés
car elle garde de maintes maladies
du corps et de l'esprit ;
[…] en trois mois,
rides et cheveux gris disparaîtront,
et si l'on pratique l'attitude inversée
durant trois heures chaque jour,
l'on ne mourra point. […] »

L'hindouisme ultérieur élabore trois notions qui éclairent la fonction profonde des postures inversées du genre viparītakaraṇāsana, dont le sarvāṅgāsana est un cas particulier. Une posture inversée permettrait l'inversion des flux physiologiques, le retour psychologique à la conscience originelle, et la transmutation des énergies psychosomatiques en « force spirituelle ».

#### Inversion des flux physiologiques
Si l'on considère que l'homme est soumis, sa vie durant, à des « champs cosmo-telluriques », dont la force de la gravité qui lui donne son poids, le fait que ces contraintes s'exercent en sens unique pourraient accélérer « l'usure chronique » du corps. Se placer momentanément à l'envers permettrait de réparer les « dégâts » causés par ces conditions d'existence.
En posture inversée, le cœur fournit, par exemple, moins d'efforts pour irriguer le cerveau et ramener aux poumons le sang veineux des jambes, ce qui permettrait de reposer le système cardiovasculaire du pratiquant.

#### Retour à la conscience psychologique originelle
Sauf exceptions, l'homme vient au monde la tête en premier. Le fait de reproduire, par l'exercice d'une posture inversée, une attitude analogue aux instants prénataux où le fœtus se retourne avant de sortir du ventre maternel, pourraient réveiller la mémoire actuelle à cette « condition d'origine » ou le corps et l'esprit étaient encore vierges de toute impression, comme celles que leur imposeront plus tard l'éducation puis les évènements de l'existence, ainsi que les conséquences qui en découlent. Le but étant de s'affranchir de toutes ces conséquences, autrement dit d'effacer le karma, annihiler le fractionnement de la conscience permettrait de renverser la perspective habituelle et d'accéder à la face cachée du réel.

#### Transmutation des énergies
À un stade avancé, le yogi considère essentiel de regrouper toutes ses énergies de base afin de qu'elles se transmuent en « force spirituelle » qui emprunterait alors une nāḍī que le Kuṇḍalinī Yoga nomme sushumnā, canal subtil central localisé dans la moelle épinière, et rejoindrait ainsi le sommet de la tête après avoir « percé » certains  « nœuds d'énergie » nommés chakras. 
Ceci explique les motivations des Urdhvaretas, classe de yogis se réclamant de Shiva, qui pratiquent et la rétention séminale et la posture inversée afin de stocker dans leur cerveau l'énergie sexuelle ainsi transmuée. Certains d'entre eux considèrent en effet la réalisation spirituelle née de leur ascèse, la sādhanā, comme supérieure à la jouissance ordinaire du coït.
Pour mieux « épouser l'âme » du sarvāṅgāsana ou d'autres postures inversées de la catégorie des viparītakaraṇāsana, de nombreux gymnosophistes répètent intérieurement ce mantra « Om, namo, bhagavaté vasou devaya » qui peut se traduire ainsi : « Ô Seigneur Infini, Résidant au cœur de tous les êtres, vers Toi je tourne ma conscience ».

## Hatha Yoga
Cette section aborde la description gymnique du sarvāṅgāsana, les autres postures inversées de la catégorie viparītakaraṇāsana faisant l'objet d'articles spécialisés. La plupart des adeptes occidentaux du haṭhayoga se contentent de pratiquer cette posture comme un exercice physique ou psychosomatique, sans se préparer pour autant à emprunter le chemin mystique évoqué ci-dessus. Leur pratique du yoga vise d'abord à améliorer leur état de santé. Un avertissement hygiénique relèvera donc, après la description gymnique, les avantages et les inconvénients de cette posture pour la condition sanitaire du yogi pratiquant.

### Description gymnique
Pose inversée sur le cou et les épaules, coudes au sol ; mains plaquées sur les reins, jambes tendues. À la verticale et non pas « en charrue ». Yeux fermés et respiration lente.
Il convient de pratiquer le haṭhayoga de façon progressive, en augmentant un peu la durée des postures chaque jour. Il est conseillé de se relever après deux minutes allongé sur le dos, à l'issue de la pose, pour répartir la masse sanguine.
Les sādhu de la kumbhamelā, en Inde, adeptes accomplis, maintiennent la posture trois heures durant car  elle sous-entend pour eux une signification de type alchimique. Plus modestement, un familier occidental du sarvāṅgāsana en bonne condition psychosomatique se permettra, raisonnablement, des séances moins longues de « postures inversées ».

### Avertissement hygiénique
Il convient de ne jamais se passer de l'avis d'un médecin avant d'aborder la pratique des postures de haṭhayoga. Les données fournies ci-après sont seulement indicatives, et ne remplacent ni le bon sens ni l'avis de professionnels compétents.

#### Contre-indications possibles
Il conviendrait d'éviter la pratique de postures inversées en cas de :
- colonne vertébrale malformée ;
- Hyperthyroidie
- sévère hypertension artérielle ;
- glaucome ;
- abcès dentaire, oreillons et otite aiguë ;
- fièvre ;
- infection du sang ;
- estomac plein : toute pratique de yoga s'effectue à jeun

#### Bénéfices sanitaires éventuels
- Pratiquer une posture inversée au moins une demi-heure chaque matin au lever est censé améliorer les facultés suivantes [réf. nécessaire] :
  - la circulation du sang et de la lymphe ;
  - l'oxygénation de tout le corps ;
  - la digestion et le transit intestinal ;
  - l'« équilibre hormonal » via la thyroïde ;
  - la coordination du système nerveux ;
  - la maîtrise de la respiration via son action sur la medulla oblongata ;
  - la souplesse vertébrale ;
  - la mémoire ;
  - la créativité ;
  - l'aptitude à ressentir de la joie ;
  - la longévité.

Les personnes qui souffrent de varices, d'asthme, de maux du foie ou de maux dentaires, trouveront par l'exercice de cette posture un évident réconfort [réf. nécessaire].
Au point de vue diététique, le végétarisme ne s'impose pas : manger varié en proportions raisonnables suffit. Une cure de maca péruvienne, de ginseng rouge ou de jus de non0, trois puissantes panacées végétales, renforcerait les effets de sarvāṅgāsana [réf. nécessaire], que les anciens nommaient « la reine des postures ». Le recours à la médecine ayurvédique est un autre moyen de renforcer les effets d'une posture inversée [réf. nécessaire].
Le matin, une « posture de chandelle » accroît l'énergie de la Shakti, et le soir elle calme les personnes énervées. Exécutée avant une méditation assise, elle favorise celle-ci.